# Papirus 12
Papirus 12 (według numeracji Gregory-Aland), α 1033 (von Soden), oznaczany symbolem {\displaystyle {\mathfrak {P}}^{12}} – grecki rękopis Nowego Testamentu pisany na papirusie, w formie zwoju. Paleograficznie datowany jest na III wiek. Zawiera fragment Listu do Hebrajczyków.

## Opis
Zachował się jedynie fragment kodeksu z tekstem Listu do Hebrajczyków 1,1. Tekst pisany jest małą uncjałą. Po drugiej stronie rękopisu znajduje się fragment Septuaginty z tekstem Księgi Rodzaju 1,1-5. Tekst Septuaginty pochodzi z ok. 200 roku. Oryginalny kodeks prawdopodobnie był zwojem z tekstem Septuaginty, później po drugiej jego stronie zapisano tekst Nowego Testamentu (opistograf). Mógł to być jednak amulet. Philip Comfort datuje rękopis na ok. 285 rok. Na liście rękopisów Septuaginty według klasyfikacji Alfreda Rahlfsa rękopis ten jest oznaczany numerem 912.
Występuje błąd itacyzmu (παλε zamiast παλαι), nomina sacra pisane są skrótami (θς).
Tekst grecki reprezentuje aleksandryjski typ tekstu, Kurt Aland zaklasyfikował go do kategorii I.
Tekst
πολυμερως κ πολυ[τρο]πως
παλε ο θς λαλήσ[α]ς το[ις π]ατρα
σ[ι] ημ[ω]ν εν τοις προ[φηταις]
Rękopis jest jednym z czterech rękopisów papirusowych Nowego Testamentu pisanych w formie zwoju (pozostałe to: {\displaystyle {\mathfrak {P}}^{13}}, {\displaystyle {\mathfrak {P}}^{18}}, {\displaystyle {\mathfrak {P}}^{22}}) i jednym z trzech opistografów NT, tzn. że został zapisany po drugiej stronie zwoju, zawierającego tekst innego dzieła literackiego.

## Historia
Rękopis odkryty został w 1897 roku przez Grenfella i Hunta, a przechowywany jest w Morgan Library & Museum (Pap. Gr. 3; P. Amherst 3b) w Nowym Jorku.